# Hawaa Al Mansoori
Hawaa Al Thahak Al Mansoori (en arabe : حواء سعيد سالم الضحاك المنصوري) est une médecin, inventrice et femme politique émiratie. Nommée au Conseil national fédéral des Émirats arabes unis en 2019, elle est aussi endocrinologue, occupant le poste de directeur exécutif de la division de recherche intramuros du Centre de cellules souches d'Abou Dhabi et du directeur médical adjoint du Centre du diabète de l'Imperial College de Londres à Abou Dhabi,.
Al Mansoori est membre du conseil d'administration de la fondation caritative Sandooq Al Watan,. Elle prône les soins de santé durables, la médecine génétique et de l'autonomisation des femmes,. En 2014, le Premier ministre des Émirats arabes unis lui  décerne le prix des pionniers des Émirats arabes unis pour son invention d'une technologie de placement de cathéter. Elle est inventrice nommée sur trois brevets américains dont un universitaire publié,.

## Éducation
Al Mansoori est la première femme émiratie à recevoir une bourse présidentielle des Émirats arabes unis pour étudier la médecine aux États-Unis. Elle termine ses études de premier cycle à l’Université du Maryland en neurobiologie et physiologie et en psychologie.
En 2001, Al Mansoori reçoit une bourse de recherche médicale de l’Institut médical Howard Hughes, au cours de laquelle elle travaille comme assistante de Sarah Tishkoff (en). Elle  entreprend ainsi des projets de recherche axés sur la génétique des populations et les maladies rares, y compris la fièvre méditerranéenne familiale. Ses recherches sont publiées dans plusieurs revues américaines comme   l' American Journal of Gastroenterology et le journal de l' American Diabetes Association.
Après son  doctorat en médecine, elle devient la première femme non-américaine à obtenir un diplôme de la faculté de médecine de l'université George Washington où elle bénéficie d'une bourse de recherche. En 2013, elle s'offre une double certification en médecine interne et en endocrinologie.
Par la suite, elle retourne aux Émirats arabes unis. Le vice-Premier ministre émirati, Mansour Bin Zayed Al Nahyan (en), la présente au Sommet mondial des gouvernements de 2014  comme une référence de réussite en matière d'éducation et d'innovation.

## Carrière
En tant qu'endocrinologue consultante, Al Mansoori occupe différents postes liés aux soins de santé dans les secteurs public et privé. Elle entre en politique à la suite de sa nomination au Conseil national fédéral.

### Soins de santé
Al Mansoori est  présidente et cofondatrice de SonoStik LLC, une société de développement des technologies d'accès vasculaire. En juin 2021, SonoStik boucle sa levée de fonds de série A menée par DisruptAD, la plateforme de capital-risque de la société d'investissement ADQ,.
Depuis 2014, elle exerce en tant qu'endocrinologue consultante à l'ICLDC et à la Cleveland Clinic Abu Dhabi. En 2016, elle devient directrice médicale adjointe du centre de diabète de l'Imperial College London à Abou Dhabi,.
De même, elle est la directrice exécutive de la recherche intramuros au Centre de cellules souches d'Abou Dhabi (ADSCC) où elle pilote un projet visant à explorer des remèdes potentiels contre le diabète de type 1. En mai 2021, le prince Cheikh Mohamed bin Zayed, visite le centre et annonce le développement d'un nouveau campus de recherche médicale ,.
En novembre 2021, elle fait partie de la délégation de l'ADSCC au Centre Zayed de recherche sur les maladies rares chez les enfants, lié au Great Ormond Street Hospital (GOSH). Les deux institutions organisent un atelier sur une coopération dans des domaines tels que les maladies rares, la thérapie génique et la médecine régénérative.
En décembre 2021, elle  acte un accord au nom d'Abu Dhabi Stem Cell Center avec l'Institut national américain des allergies et des maladies infectieuses (NIAID), qui fait partie de l'Institut national de la santé (NIH). La recherche coopérative prévue dans le cadre de cet accord est censée servir de base à des partenariats de recherche entre les Émirats arabes unis et les États-Unis. À cet effet, elle déclare à la presse : « En tant que pays, nous sommes fiers de l'héritage que nous avons hérité de nos ancêtres qui ont bâti cette grande nation il y a 50 ans... Il est de notre devoir de poursuivre le chemin parcouru au cours des 50 prochaines années... L'une des façons dont nous pouvons jouer un rôle est de tirer parti de nouvelles relations et de collaborations innovantes pour accélérer les progrès... Notre partenariat [avec le NIAID] a le potentiel de produire des avancées transformatrices pour des maladies comme le diabète, qui peuvent améliorer la vie de millions de personnes. » .
Lors d'une visite au Centre de cellules souches d'Abou Dhabi, le directeur général de l'Organisation mondiale de la santé (OMS), Tedros Ghebreyesus, parle de l'accord notamment des potentielles collaborations futures , et de  l'objectif de l'ADSCC de devenir le premier centre collaborateur de l'OMS au Moyen-Orient.

### Politique
En novembre 2018, elle est nommée représentante d'Abou Dhabi au Conseil national fédéral (FNC) des Émirats arabes unis,. Ainsi, elle dirige des discussions sur les politiques et des examens de projets de loi dans plusieurs domaines, notamment les soins de santé, l'entreprise, la durabilité, l'éducation, les affaires législatives et l'égalité. Pendant la pandémie de COVID-19, elle soutient une initiative gouvernementale visant à accorder aux médecins et à leurs familles des visas de résidence de 10 ans,.

### Activités internationales
En novembre 2016, elle est maîtresse de cérémonie au lancement de l'Année de collaboration créative 2017 entre les Émirats arabes unis et le Royaume-Uni, s'adressant à un public comprenant notamment le roi Charles III et la reine Camilla.
Elle est aussi membre du conseil d'administration de Sandooq Al Watan depuis janvier 2020 et siège à son comité exécutif. Elle participe, en outre, à des initiatives de promotion des sciences, technologies, ingénierie et mathématiques (STIM) et de l'autonomisation les femmes et de l'entrepreneuriat chez les jeunes émiratis. Depuis 2019, elle est présente dans la campagne Find Wonder d'Abu Dhabi: Dr Hawaa Al Mansouri Femmes leaders dans les domaines de la science et de la technologie médicale,.
Elle prend part à des forums aux Émirats arabes unis et à l'étranger en tant qu'oratrice, modératrice et maîtresse de cérémonie. Il s’agit de :
- « Comment allons-nous prospérer ? « Sommet à l'Expo 2020 organisé par le ministère britannique du Commerce international. Président du panel intitulé « Donner du pouvoir aux gens : une meilleure santé et de meilleurs soins grâce à la technologie »[39];
- 2020, « Construire des ponts pour un avenir mondial » organisée par Forum 2000 et le Pavillon tchèque. Panéliste avec le rabbin Elie Abadie et Tomáš Halík[40];
- Conférence mondiale 2019 du Milken Institute : Panéliste avec Randy Jackson de la session « Diabète et obésité : une crise sanitaire mondiale urgente »[41];
- Sommet MENA 2019 du Milken Institute : Intervenant et paneliste avec Sumit Jamuar de la session « Le coût des maladies chroniques et l’avenir du traitement »[6];
- 4e Conférence internationale du sport féminin - Une initiative de l'Académie des sports féminins Fatima bint Mubarak, Intervenante[42];
- Deuxième Sommet mondial d’Aqdar, 2018: Modérateur de la première session, « Stratégies de Cheikh Zayed pour l’autonomisation des populations »[43];
- Forum économique mondial, réunion annuelle des Global Future Councils 2018: modérateur de la session « Augmentation humaine » au Sommet de l'innovation;
- Conférence du Majlis Mohamed bin Zayed Ramadan : Modérateur de la session avec Dimitri Christakis intitulée « Comment les premières expériences affectent le cerveau »[44];
- 2019:  panéliste au SALT Abu Dhabi  pour la session intitulée « Identifier et créer les prochaines innovations en matière de soins de santé »[45],[46].

## Prix et distinctions
- 1999 : Bourse présidentielle pour étudier la médecine aux États-Unis. Premier Émirati à recevoir ce prix[42];
- 2014 : Prix des pionniers des Émirats arabes unis, décerné par le Premier ministre des Émirats arabes unis, Cheikh Mohammed bin Rashid Al Maktoum[47];
- 2019 : Personnalité fédérale de l'année, décernée par Cheikh Nahyan bin Mubarak Al Nahyan[48].

## Co-Publications
- 2009: Ramsay D, Aragon G, Almansouri H, Bashir S, Borum M. sur Strongyloides et enzymes hépatiques élevées : une infection se présentant 16 ans après l'immigration en provenance d'une zone endémique : 850. au journal américain de gastroentérologie, 1er octobre 2009 [49];
- 2013: Khosla S, Almansouri H, Korshak L, Sheriff H, Aiken M, Himmerick K, Namata-Elengwe I, Kheirbek R, Nylen E, Kokkinos P. sur Effets du programme d'intervention sur le mode de vie des vétérans (LIVe) sur les paramètres cardiométaboliques chez les vétérans afro-américains atteints de diabète sucré de type 2. InDIABETES, 1er juillet 2013[50].